# Piedicroce
Piedicroce (korsisch Pedicroce) ist eine französische Gemeinde mit 80 Einwohnern (Stand 1. Januar 2022) im Département Haute-Corse auf der Insel Korsika. Sie gehört zum Arrondissement Corte und zum Kanton Castagniccia. Die Bewohner nennen sich Piedicrucinchi.

## Geografie
Die Gemeinde liegt im Zentrum der Landschaft Castagniccia hat Anteile an der Nordostflanke des 1767 Meter hohen Monte San Petrone und am Regionalen Naturpark Korsika.

## Bevölkerungsentwicklung
| 1962 | 1968 | 1975 | 1982 | 1990 | 1999 | 2008 | 2016 |
| ---- | ---- | ---- | ---- | ---- | ---- | ---- | ---- |
| 232  | 212  | 172  | 164  | 91   | 117  | 127  | 109  |

## Sehenswürdigkeiten
- Église Saints-Pierre-et-Paul, Kirche aus dem 17. Jahrhundert – Monument historique[1]